# Llista de topònims de Gavà
Llista de topònims (noms propis de lloc) del municipi de Gavà, al Baix Llobregat
Informació actualitzada per un bot. Els canvis manuals es perdran quan s'actualitzi!

## avenc
| imatge | Nom                      | Ubicat a | instància de | Detalls | coordenades                                                         | Protecció | Commons (més fotos) | Dades a WD                    |
| ------ | ------------------------ | -------- | ------------ | ------- | ------------------------------------------------------------------- | --------- | ------------------- | ----------------------------- |
|        | avenc de la Pepi         | Gavà     | avenc        |         | 41° 17′ 17″ N, 1° 55′ 49″ E / 41.287959849052°N,1.93019744754447°E  |           |                     | Modifica les dades a Wikidata |
|        | avenc de la Sivinota     | Gavà     | avenc        |         | 41° 17′ 18″ N, 1° 56′ 00″ E / 41.2883500153992°N,1.93341549901715°E |           |                     | Modifica les dades a Wikidata |
|        | avenc de les Dues Boques | Gavà     | avenc        |         | 41° 17′ 25″ N, 1° 55′ 56″ E / 41.2903465563424°N,1.9321051123423°E  |           |                     | Modifica les dades a Wikidata |
|        | avenc de les Nou Boques  | Gavà     | avenc        |         | 41° 17′ 25″ N, 1° 55′ 47″ E / 41.2902962466549°N,1.92959797196055°E |           |                     | Modifica les dades a Wikidata |
|        | avenc del Bruc           | Gavà     | avenc        |         | 41° 18′ 09″ N, 1° 56′ 20″ E / 41.3023891013639°N,1.93886057764211°E |           |                     | Modifica les dades a Wikidata |
|        | avenc del Marianet       | Gavà     | avenc        |         | 41° 17′ 18″ N, 1° 55′ 41″ E / 41.288220380646°N,1.92818688650398°E  |           |                     | Modifica les dades a Wikidata |
|        | avenc del Martín         | Gavà     | avenc        |         | 41° 17′ 20″ N, 1° 56′ 02″ E / 41.2888765797742°N,1.9338607343125°E  |           |                     | Modifica les dades a Wikidata |
|        | avenc del Mustafà        | Gavà     | avenc        |         | 41° 17′ 26″ N, 1° 55′ 59″ E / 41.290464264122°N,1.93314220780662°E  |           |                     | Modifica les dades a Wikidata |
|        | avenc dels Guerrillers   | Gavà     | avenc        |         | 41° 17′ 45″ N, 1° 57′ 01″ E / 41.2957386689845°N,1.95033875169108°E |           |                     | Modifica les dades a Wikidata |

## carrer
| imatge | Nom                                         | Ubicat a | instància de              | Detalls                       | coordenades                                                                 | Protecció                                  | Commons (més fotos)        | Dades a WD                    |
| ------ | ------------------------------------------- | -------- | ------------------------- | ----------------------------- | --------------------------------------------------------------------------- | ------------------------------------------ | -------------------------- | ----------------------------- |
|        | Passeig Marítim                             | Gavà     | carrer passeig            |                               | 41° 15′ 57″ N, 2° 00′ 29″ E / 41.2658°N,2.008°E                             | bé integrant del patrimoni cultural català |                            | Modifica les dades a Wikidata |
|        | carrer de Sant Pere                         | Gavà     | carrer                    | Estil: arquitectura eclèctica | 41° 18′ 17″ N, 2° 00′ 16″ E / 41.304782°N,2.004576°E                        | bé integrant del patrimoni cultural català | Carrer de Sant Pere (Gavà) | Modifica les dades a Wikidata |
|        | conjunt d'habitatges al carrer Cap de Creus | Gavà     | carrer conjunt d'edificis | Estil: arquitectura popular   | 41° 18′ 13″ N, 2° 00′ 16″ E / 41.303713°N,2.004529°E ca:Carrer Cap de Creus | bé integrant del patrimoni cultural català | Carrer del Cap de Creus    | Modifica les dades a Wikidata |

## casa
| imatge | Nom                                       | Ubicat a | instància de | Detalls                                                                  | coordenades                                                                      | Protecció                                  | Commons (més fotos)                       | Dades a WD                    |
| ------ | ----------------------------------------- | -------- | ------------ | ------------------------------------------------------------------------ | -------------------------------------------------------------------------------- | ------------------------------------------ | ----------------------------------------- | ----------------------------- |
|        | Cal Xic de Sant                           | Gavà     | casa         | Arquitecte: Josep Canaleta i Cuadras Estil: arquitectura modernista 1915 | 41° 18′ 20″ N, 2° 00′ 18″ E / 41.305592°N,2.00508°E ca:Carrer Salvador Lluch, 11 |                                            |                                           | Modifica les dades a Wikidata |
|        | Can Planas i Crehuet                      | Gavà     | casa         |                                                                          | 41° 18′ 19″ N, 2° 00′ 20″ E / 41.305194°N,2.005572°E                             | bé cultural d'interès local                | Can Planas i Crehuet                      | Modifica les dades a Wikidata |
|        | Conjunt Sant Nicasi                       | Gavà     | casa         | Estil: arquitectura popular                                              | 41° 18′ 23″ N, 2° 00′ 10″ E / 41.306314°N,2.002704°E                             | bé integrant del patrimoni cultural català | Conjunt Sant Nicasi                       | Modifica les dades a Wikidata |
|        | Conjunt d'edificis al carrer Sant Isidre  | Gavà     | casa         | Estil: arquitectura popular                                              | 41° 18′ 22″ N, 2° 00′ 13″ E / 41.306096°N,2.003672°E                             | bé integrant del patrimoni cultural català | Carrer de Sant Isidre (Gavà)              | Modifica les dades a Wikidata |
|        | Conjunt urbà Màrtirs del Setge de 1714    | Gavà     | casa         | Estil: arquitectura popular                                              | 41° 18′ 19″ N, 2° 00′ 22″ E / 41.305353°N,2.006067°E                             | bé integrant del patrimoni cultural català | Conjunt urbà Màrtirs del Setge de 1714    | Modifica les dades a Wikidata |
|        | Torre Gavà                                | Gavà     | casa         |                                                                          | 41° 16′ 08″ N, 2° 00′ 41″ E / 41.2688324212056°N,2.01132334816617°E              |                                            |                                           | Modifica les dades a Wikidata |
|        | Torre Lluc                                | Gavà     | casa         | Estil: arquitectura neoclàssica                                          | 41° 18′ 24″ N, 2° 00′ 15″ E / 41.306716666667°N,2.0041861111111°E                | bé cultural d'interès local                | Museu de Gavà                             | Modifica les dades a Wikidata |
|        | casa Brunet i conjunt urbà de les Rambles | Gavà     | casa         | Estil: arquitectura modernista                                           | 41° 18′ 20″ N, 2° 00′ 27″ E / 41.305471°N,2.007569°E ca:Rambla Vayreda, 52-54    | bé integrant del patrimoni cultural català | Casa Brunet i conjunt urbà de les Rambles | Modifica les dades a Wikidata |

## cova
| imatge | Nom         | Ubicat a | instància de | Detalls | coordenades                                                         | Protecció | Commons (més fotos) | Dades a WD                    |
| ------ | ----------- | -------- | ------------ | ------- | ------------------------------------------------------------------- | --------- | ------------------- | ----------------------------- |
|        | Cova Bonica | Gavà     | cova         |         | 41° 17′ 33″ N, 1° 56′ 16″ E / 41.2925795365675°N,1.93784914916105°E |           |                     | Modifica les dades a Wikidata |
|        | Cova Petita | Gavà     | cova         |         | 41° 17′ 47″ N, 1° 56′ 38″ E / 41.2965079278136°N,1.94384092786342°E |           |                     | Modifica les dades a Wikidata |

## edifici
| imatge | Nom                            | Ubicat a | instància de | Detalls                       | coordenades                                                            | Protecció                                  | Commons (més fotos)            | Dades a WD                    |
| ------ | ------------------------------ | -------- | ------------ | ----------------------------- | ---------------------------------------------------------------------- | ------------------------------------------ | ------------------------------ | ----------------------------- |
|        | American Lake                  | Gavà     | edifici      | Estat: enderrocat o destruït  | 41° 18′ 05″ N, 2° 00′ 19″ E / 41.301395°N,2.005285°E                   |                                            | American Lake (Gavà)           | Modifica les dades a Wikidata |
|        | Antiga Casa de la Vila de Gavà | Gavà     | edifici      | Estil: arquitectura eclèctica | 41° 18′ 21″ N, 2° 00′ 18″ E / 41.305959°N,2.004884°E                   | bé integrant del patrimoni cultural català | Antiga Casa de la Vila de Gavà | Modifica les dades a Wikidata |
|        | Can Mas de Bruguers            | Gavà     | edifici      | Estil: arquitectura popular   | 41° 18′ 46″ N, 1° 58′ 05″ E / 41.31291°N,1.96808°E                     | bé integrant del patrimoni cultural català |                                | Modifica les dades a Wikidata |
|        | Escoles Salvador Lluch         | Gavà     | edifici      | Estil: noucentisme            | 41° 18′ 20″ N, 2° 00′ 05″ E / 41.305541°N,2.0014°E                     | bé cultural d'interès local                | Escoles Salvador Lluch         | Modifica les dades a Wikidata |
|        | Fàbrica Roca Radiadors         | Gavà     | edifici      | Estil: noucentisme            | 41° 18′ 13″ N, 2° 00′ 37″ E / 41.30374°N,2.010404°E ca:Rambla Lluch, 2 | bé integrant del patrimoni cultural català | Fàbrica Roca de Radiadors      | Modifica les dades a Wikidata |
|        | Mercat municipal de Gavà       | Gavà     | edifici      | Estil: noucentisme            | 41° 18′ 19″ N, 2° 00′ 20″ E / 41.305188°N,2.005565°E                   | bé integrant del patrimoni cultural català | Mercat municipal de Gavà       | Modifica les dades a Wikidata |
|        | casal del Centre               | Gavà     | edifici      | Estil: arquitectura eclèctica | 41° 18′ 21″ N, 2° 00′ 14″ E / 41.305723°N,2.003975°E                   | bé integrant del patrimoni cultural català | Casal del Centre (Gavà)        | Modifica les dades a Wikidata |

## església
| imatge | Nom                        | Ubicat a | instància de | Detalls                                                      | coordenades | Protecció                                  | Commons (més fotos)      | Dades a WD                    |
| ------ | -------------------------- | -------- | ------------ | ------------------------------------------------------------ | --- | ------------------------------------------ | ------------------------ | ----------------------------- |
|        | Ermita de Bruguers         | Gavà     | església     | Estil: arquitectura romànica arquitectura gòtica             | 41° 18′ 52″ N, 1° 57′ 40″ E / 41.3144°N,1.96111°E                                                                              | bé cultural d'interès local                | Mare de Déu de Bruguers  | Modifica les dades a Wikidata |
|        | Sant Miquel d’Eramprunyà   | Gavà     | església     | Estil: arquitectura romànica Dedicat a: Sant Miquel Arcàngel | 41° 18′ 50″ N, 1° 57′ 24″ E / 41.3138123134468°N,1.95677499195438°E ca:Camí que surt de Bruguers. Carretera de Begues 394 msnm | bé integrant del patrimoni cultural català | Sant Miquel d'Eramprunyà | Modifica les dades a Wikidata |
|        | Sant Pere de Gavà          | Gavà     | església     |                                                              | 41° 18′ 13″ N, 2° 00′ 12″ E / 41.303591°N,2.003306°E ca:Plaça de l'Església                                                    | bé integrant del patrimoni cultural català | Sant Pere de Gavà        | Modifica les dades a Wikidata |
|        | Santa Magdalena del Sitjar | Gavà     | església     | Estil: arquitectura romànica                                 | 41° 18′ 42″ N, 1° 57′ 35″ E / 41.311569°N,1.959808°E                                                                           | bé integrant del patrimoni cultural català |                          | Modifica les dades a Wikidata |
|        | església de Santa Teresa   | Gavà     | església     |                                                              | 41° 18′ 28″ N, 1° 59′ 42″ E / 41.307707°N,1.9951°E                                                                             |                                            |                          | Modifica les dades a Wikidata |

## forn de calç
| imatge | Nom                                  | Ubicat a | instància de | Detalls                     | coordenades                                          | Protecció                                  | Commons (més fotos) | Dades a WD                    |
| ------ | ------------------------------------ | -------- | ------------ | --------------------------- | ---------------------------------------------------- | ------------------------------------------ | ------------------- | ----------------------------- |
|        | Forn de Can Llong 1                  | Gavà     | forn de calç | Estil: arquitectura popular | 41° 18′ 05″ N, 1° 58′ 37″ E / 41.301329°N,1.976999°E | bé integrant del patrimoni cultural català |                     | Modifica les dades a Wikidata |
|        | Forn de Can Llong 2                  | Gavà     | forn de calç | Estil: arquitectura popular | 41° 18′ 06″ N, 1° 58′ 45″ E / 41.301771°N,1.979041°E | bé integrant del patrimoni cultural català |                     | Modifica les dades a Wikidata |
|        | Forn de calç del camí de les Agulles | Gavà     | forn de calç | Estil: arquitectura popular |                                                      | bé integrant del patrimoni cultural català |                     | Modifica les dades a Wikidata |
|        | forn de Can Llong 3                  | Gavà     | forn de calç | Estil: arquitectura popular | 41° 18′ 05″ N, 1° 58′ 43″ E / 41.30148°N,1.97872°E   | bé integrant del patrimoni cultural català |                     | Modifica les dades a Wikidata |
|        | forns de calç de Gavà                | Gavà     | forn de calç |                             | 41° 18′ 05″ N, 1° 58′ 37″ E / 41.301329°N,1.976999°E |                                            |                     | Modifica les dades a Wikidata |

## jaciment arqueològic
| imatge | Nom                                | Ubicat a | instància de         | Detalls | coordenades                       | Protecció                                            | Commons (més fotos)            | Dades a WD                    |
| ------ | ---------------------------------- | -------- | -------------------- | ------- | --------------------------------- | ---------------------------------------------------- | ------------------------------ | ----------------------------- |
|        | Mines de Gavà                      | Gavà     | jaciment arqueològic |         | 41° 19′ N, 2° 00′ E / 41.31°N,2°E | bé d'interès cultural bé cultural d'interès nacional | Parc Arqueològic Mines de Gavà | Modifica les dades a Wikidata |
|        | Terrasses de la riera dels Canyars | Gavà     | jaciment arqueològic |         |                                   | bé integrant del patrimoni cultural català           |                                | Modifica les dades a Wikidata |

## masia
| imatge | Nom                     | Ubicat a | instància de     | Detalls                                  | coordenades                                                                                     | Protecció                                            | Commons (més fotos) | Dades a WD                    |
| ------ | ----------------------- | -------- | ---------------- | ---------------------------------------- | ----------------------------------------------------------------------------------------------- | ---------------------------------------------------- | ------------------- | ----------------------------- |
|        | Ca l'Aimar              | Gavà     | masia            |                                          | 41° 17′ 31″ N, 2° 01′ 11″ E / 41.2918369162299°N,2.0196347492603°E                              |                                                      |                     | Modifica les dades a Wikidata |
|        | Ca n'Amat               | Gavà     | masia            | Estil: arquitectura popular              | 41° 19′ 05″ N, 1° 58′ 37″ E / 41.318005°N,1.97707°E                                             | bé cultural d'interès local                          |                     | Modifica les dades a Wikidata |
|        | Ca n'Espinós            | Gavà     | masia            |                                          | 41° 18′ 22″ N, 1° 58′ 42″ E / 41.3060426543999°N,1.97829335638936°E                             |                                                      |                     | Modifica les dades a Wikidata |
|        | Can Bassoles            | Gavà     | masia            |                                          | 41° 18′ 31″ N, 1° 56′ 54″ E / 41.3086100379971°N,1.94831652293705°E                             |                                                      |                     | Modifica les dades a Wikidata |
|        | Can Campany             | Gavà     | masia            |                                          | 41° 17′ 29″ N, 2° 01′ 00″ E / 41.2913081103371°N,2.01677637102132°E                             |                                                      |                     | Modifica les dades a Wikidata |
|        | Can Dardena             | Gavà     | masia casa forta | Estil: arquitectura popular 18th century | 41° 17′ 58″ N, 1° 57′ 37″ E / 41.299575°N,1.960194°E ca:Camí de can Dardena - La Sentiu 98 msnm | bé d'interès cultural bé cultural d'interès nacional | Can Dardena         | Modifica les dades a Wikidata |
|        | Can Figueres            | Gavà     | masia            |                                          | 41° 17′ 44″ N, 2° 01′ 08″ E / 41.2954432145242°N,2.01895968007486°E                             |                                                      |                     | Modifica les dades a Wikidata |
|        | Can Garriga             | Gavà     | masia            |                                          | 41° 17′ 32″ N, 2° 00′ 45″ E / 41.2921641773159°N,2.01260733408211°E                             |                                                      |                     | Modifica les dades a Wikidata |
|        | Can Guinot              | Gavà     | masia            |                                          | 41° 18′ 21″ N, 1° 59′ 11″ E / 41.3058810338706°N,1.98650246591631°E                             |                                                      |                     | Modifica les dades a Wikidata |
|        | Can Llonch              | Gavà     | masia            | Estil: arquitectura popular              | 41° 17′ 54″ N, 1° 58′ 25″ E / 41.298309°N,1.973644°E ca:Carretera de la Sentiu                  | bé integrant del patrimoni cultural català           |                     | Modifica les dades a Wikidata |
|        | Can Mas                 | Gavà     | masia            |                                          | 41° 18′ 46″ N, 1° 58′ 05″ E / 41.312906°N,1.968003°E                                            |                                                      | Can Mas (Gavà)      | Modifica les dades a Wikidata |
|        | Can Pardal              | Gavà     | masia            |                                          | 41° 18′ 12″ N, 1° 57′ 20″ E / 41.3034252986547°N,1.95563855364393°E                             |                                                      |                     | Modifica les dades a Wikidata |
|        | Can Passoles            | Gavà     | masia            |                                          | 41° 18′ 07″ N, 1° 56′ 20″ E / 41.3019929379242°N,1.93887894503907°E                             |                                                      |                     | Modifica les dades a Wikidata |
|        | Can Perers              | Gavà     | masia            |                                          | 41° 18′ 16″ N, 1° 56′ 39″ E / 41.3043111618848°N,1.94413309924587°E                             |                                                      |                     | Modifica les dades a Wikidata |
|        | Can Perets              | Gavà     | masia            |                                          | 41° 18′ 15″ N, 1° 56′ 24″ E / 41.3040560399883°N,1.93989667345°E                                |                                                      |                     | Modifica les dades a Wikidata |
|        | Can Ribes               | Gavà     | masia            | Estil: arquitectura popular              | 41° 18′ 02″ N, 1° 59′ 52″ E / 41.300489°N,1.997747°E                                            | bé cultural d'interès local                          | Can Ribes (Gavà)    | Modifica les dades a Wikidata |
|        | Can Roig                | Gavà     | masia            |                                          | 41° 19′ 04″ N, 1° 58′ 47″ E / 41.3177120856476°N,1.97983159337074°E                             |                                                      |                     | Modifica les dades a Wikidata |
|        | Can Rovira              | Gavà     | masia            |                                          | 41° 17′ 31″ N, 2° 01′ 01″ E / 41.2920402846043°N,2.0170758955849°E                              |                                                      |                     | Modifica les dades a Wikidata |
|        | Can Sopes               | Gavà     | masia            |                                          | 41° 17′ 47″ N, 1° 57′ 42″ E / 41.2964187219012°N,1.96175806534207°E                             |                                                      |                     | Modifica les dades a Wikidata |
|        | Can Sospedra            | Gavà     | masia            |                                          | 41° 17′ 48″ N, 1° 57′ 56″ E / 41.2966777488431°N,1.96551627067822°E                             |                                                      |                     | Modifica les dades a Wikidata |
|        | Can Tardà               | Gavà     | masia            |                                          | 41° 18′ 04″ N, 1° 57′ 03″ E / 41.3010851498309°N,1.95088608661816°E                             |                                                      |                     | Modifica les dades a Wikidata |
|        | Can Teixidor            | Gavà     | masia            |                                          | 41° 18′ 51″ N, 1° 57′ 43″ E / 41.314201639842°N,1.96197769743184°E                              |                                                      |                     | Modifica les dades a Wikidata |
|        | Can Tintorer            | Gavà     | masia            | Estil: arquitectura popular              | 41° 18′ 36″ N, 1° 59′ 56″ E / 41.30996°N,1.998852°E ca:Carrer Rafael Casanova s/n               | bé integrant del patrimoni cultural català           | Can Tintorer        | Modifica les dades a Wikidata |
|        | Can Torrents            | Gavà     | masia            | Estil: arquitectura popular              | 41° 18′ 21″ N, 1° 58′ 54″ E / 41.30588°N,1.981703°E ca:Camí de ca n'Espinós                     | bé integrant del patrimoni cultural català           |                     | Modifica les dades a Wikidata |
|        | Can Vall de Joan        | Gavà     | masia            |                                          | 41° 17′ 46″ N, 1° 56′ 25″ E / 41.2960599430944°N,1.94018143046598°E                             |                                                      |                     | Modifica les dades a Wikidata |
|        | Can Vinyes              | Gavà     | masia            |                                          | 41° 18′ 04″ N, 1° 57′ 26″ E / 41.301028329457°N,1.9573081482135°E                               |                                                      | Can Vinyes (Gavà)   | Modifica les dades a Wikidata |
|        | Caseta del Peu de Pinya | Gavà     | masia            |                                          | 41° 16′ 43″ N, 2° 02′ 08″ E / 41.2784967433067°N,2.03564372337522°E                             |                                                      |                     | Modifica les dades a Wikidata |
|        | Mas Rosés               | Gavà     | masia            |                                          | 41° 17′ 36″ N, 1° 59′ 28″ E / 41.293372°N,1.991045°E ca:Els Canyars, prop de Castelldefels      | bé d'interès cultural bé cultural d'interès nacional | Mas Rosés           | Modifica les dades a Wikidata |
|        | Masia de l'Horta        | Gavà     | masia            | Estil: arquitectura popular              | 41° 17′ 50″ N, 1° 59′ 57″ E / 41.297206°N,1.999233°E                                            | bé integrant del patrimoni cultural català           | Ca n'Horta (Gavà)   | Modifica les dades a Wikidata |
|        | Torre la Riera          | Gavà     | masia            |                                          | 41° 17′ 48″ N, 1° 59′ 11″ E / 41.2965491889056°N,1.98650361873821°E                             |                                                      |                     | Modifica les dades a Wikidata |
|        | casa Gran               | Gavà     | masia            | Estil: arquitectura popular              | 41° 18′ 18″ N, 2° 00′ 20″ E / 41.304937°N,2.005439°E ca:Carrer Major, 37                        | bé cultural d'interès local                          | Casa Gran (Gavà)    | Modifica les dades a Wikidata |
|        | el Molí                 | Gavà     | masia            |                                          | 41° 17′ 56″ N, 1° 57′ 49″ E / 41.2989928683752°N,1.96353276919461°E                             |                                                      |                     | Modifica les dades a Wikidata |
|        | la Casa Vella           | Gavà     | masia            |                                          | 41° 17′ 43″ N, 1° 58′ 01″ E / 41.2954119379308°N,1.96699339374594°E                             |                                                      |                     | Modifica les dades a Wikidata |
|        | la Ponderosa            | Gavà     | masia            |                                          | 41° 16′ 40″ N, 2° 01′ 17″ E / 41.277672818462°N,2.02126765041793°E                              |                                                      |                     | Modifica les dades a Wikidata |

## monument
| imatge | Nom                           | Ubicat a | instància de | Detalls | coordenades | Protecció | Commons (més fotos) | Dades a WD                    |
| ------ | ----------------------------- | -------- | ------------ | ------- | --- | --------- | ------------------- | ----------------------------- |
|        | Homenatge als màrtirs de 1714 | Gavà     | monument     |         | 41° 18′ 21″ N, 2° 00′ 25″ E / 41.30573654174805°N,2.0068490505218506°E ca:Plaça Josep Tarradellas                 |           |                     | Modifica les dades a Wikidata |
|        | L'Home del Mil·lenni          | Gavà     | monument     |         | 41° 18′ 11″ N, 1° 59′ 42″ E / 41.302921295166016°N,1.9949829578399656°E ca:Parc del Mil·lenni. Av. de les Bòbiles |           |                     | Modifica les dades a Wikidata |
|        | Monument a Josep Moragues     | Gavà     | monument     |         | 41° 18′ 23″ N, 1° 59′ 38″ E / 41.306495666503906°N,1.9938130378723145°E ca:Plaça del General Moragues             |           |                     | Modifica les dades a Wikidata |

## muntanya
| imatge | Nom              | Ubicat a           | instància de | Detalls | coordenades                                                           | Protecció | Commons (més fotos)    | Dades a WD                    |
| ------ | ---------------- | ------------------ | ------------ | ------- | --------------------------------------------------------------------- | --------- | ---------------------- | ----------------------------- |
|        | Puig de Passoles | Gavà               | muntanya     |         | 41° 17′ 59″ N, 1° 56′ 38″ E / 41.29975°N,1.94386111°E 397.4 msnm      |           |                        | Modifica les dades a Wikidata |
|        | Puig de l'Olla   | Sitges Gavà        | muntanya     |         | 41° 17′ 07″ N, 1° 55′ 54″ E / 41.2853°N,1.93153°E 425.7 msnm          |           |                        | Modifica les dades a Wikidata |
|        | Puig del Cérvol  | Gavà Castelldefels | muntanya     |         | 41° 16′ 48″ N, 1° 56′ 42″ E / 41.280051°N,1.945134°E 311 msnm         |           | Puig del Cérvol        | Modifica les dades a Wikidata |
|        | Puig del Pi      | Castelldefels Gavà | muntanya     |         | 41° 16′ 50″ N, 1° 56′ 49″ E / 41.2806°N,1.94703°E 310.9 msnm          |           |                        | Modifica les dades a Wikidata |
|        | Roca del Migdia  | Gavà               | muntanya     |         | 41° 18′ 08″ N, 1° 57′ 56″ E / 41.3021°N,1.96567°E 167 msnm            |           | Roca del Migdia (Gavà) | Modifica les dades a Wikidata |
|        | Turó de Caçagats | Gavà               | muntanya     |         | 41° 17′ 51″ N, 1° 59′ 25″ E / 41.2975°N,1.99033°E 78 msnm             |           | Turó de Caçagats       | Modifica les dades a Wikidata |
|        | Turó del Calamot | Gavà               | muntanya     |         | 41° 18′ 03″ N, 1° 59′ 36″ E / 41.30083333°N,1.99322222°E 86.9 msnm    |           |                        | Modifica les dades a Wikidata |
|        | Turó del Fanxó   | Castelldefels Gavà | muntanya     |         | 41° 17′ 03″ N, 1° 57′ 15″ E / 41.28405556°N,1.95405556°E 278.9 msnm   |           |                        | Modifica les dades a Wikidata |
|        | Turó del Gall    | Castelldefels Gavà | muntanya     |         | 41° 17′ 25″ N, 1° 57′ 41″ E / 41.2902°N,1.96144°E 196.9 msnm          |           |                        | Modifica les dades a Wikidata |
|        | la Desfeta       | Begues Gavà        | muntanya     |         | 41° 19′ 03″ N, 1° 56′ 44″ E / 41.31744444444445°N,1.9455°E 524.7 msnm |           |                        | Modifica les dades a Wikidata |
|        | la Roca de Gavà  | Gavà               | muntanya     |         | 41° 17′ 52″ N, 1° 59′ 57″ E / 41.2979°N,1.99917°E 26.5 msnm           |           |                        | Modifica les dades a Wikidata |

## nucli de població
| imatge | Nom          | Ubicat a | instància de      | Detalls | coordenades                                                         | Protecció | Commons (més fotos) | Dades a WD                    |
| ------ | ------------ | -------- | ----------------- | ------- | ------------------------------------------------------------------- | --------- | ------------------- | ----------------------------- |
|        | Bruguers     | Gavà     | nucli de població |         | 41° 18′ 56″ N, 1° 58′ 04″ E / 41.31556944°N,1.96769444°E 254 msnm   |           | Bruguers (Gavà)     | Modifica les dades a Wikidata |
|        | Ca n'Espinós | Gavà     | nucli de població |         | 41° 18′ 17″ N, 1° 58′ 48″ E / 41.3048341517007°N,1.97994344645899°E |           | Ca n'Espinós        | Modifica les dades a Wikidata |
|        | Can Tries    | Gavà     | nucli de població |         | 41° 18′ 44″ N, 1° 59′ 22″ E / 41.3121850282557°N,1.98942734032629°E |           |                     | Modifica les dades a Wikidata |
|        | Gavà Mar     | Gavà     | nucli de població |         | 41° 16′ 03″ N, 2° 01′ 11″ E / 41.26738889°N,2.01968056°E            |           | Gavà Mar            | Modifica les dades a Wikidata |
|        | la Sentiu    | Gavà     | nucli de població |         | 41° 18′ 05″ N, 1° 58′ 19″ E / 41.3014633080254°N,1.97183107119224°E |           | La Sentiu (Gavà)    | Modifica les dades a Wikidata |

## parc
| imatge | Nom               | Ubicat a | instància de | Detalls | coordenades                                          | Protecció                                  | Commons (més fotos) | Dades a WD                    |
| ------ | ----------------- | -------- | ------------ | ------- | ---------------------------------------------------- | ------------------------------------------ | ------------------- | ----------------------------- |
|        | parc de Can Lluch | Gavà     | parc         |         | 41° 18′ 24″ N, 2° 00′ 18″ E / 41.306772°N,2.005042°E | bé integrant del patrimoni cultural català | Parc de Can Lluch   | Modifica les dades a Wikidata |
|        | parc del Calamot  | Gavà     | parc         |         | 41° 17′ 55″ N, 2° 00′ 01″ E / 41.29865°N,2.00028°E   |                                            |                     | Modifica les dades a Wikidata |

## platja
| imatge | Nom                   | Ubicat a | instància de | Detalls | coordenades                                                             | Protecció | Commons (més fotos) | Dades a WD                    |
| ------ | --------------------- | -------- | ------------ | ------- | ----------------------------------------------------------------------- | --------- | ------------------- | ----------------------------- |
|        | platja de Gavà        | Gavà     | platja       |         | 41° 15′ 58″ N, 2° 01′ 14″ E / 41.26612654310908°N,2.020607808155201°E   |           | Platja de Gavà      | Modifica les dades a Wikidata |
|        | platja de l'Estany    | Gavà     | platja       |         | 41° 16′ 13″ N, 2° 02′ 39″ E / 41.270144016729795°N,2.0440892707564995°E |           |                     | Modifica les dades a Wikidata |
|        | platja de les Marines | Gavà     | platja       |         | 41° 15′ 54″ N, 2° 00′ 24″ E / 41.26499341363535°N,2.006559470107622°E   |           |                     | Modifica les dades a Wikidata |

## polígon industrial
| imatge | Nom                                 | Ubicat a | instància de       | Detalls | coordenades                                                         | Protecció | Commons (més fotos) | Dades a WD                    |
| ------ | ----------------------------------- | -------- | ------------------ | ------- | ------------------------------------------------------------------- | --------- | ------------------- | ----------------------------- |
|        | Polígon industrial El Camí Ral      | Gavà     | polígon industrial |         | 41° 17′ 07″ N, 1° 59′ 32″ E / 41.2853585020651°N,1.9922894570233°E  |           |                     | Modifica les dades a Wikidata |
|        | Polígon industrial El Camí de Regàs | Gavà     | polígon industrial |         | 41° 17′ 47″ N, 2° 01′ 19″ E / 41.2965234923424°N,2.02206083728483°E |           |                     | Modifica les dades a Wikidata |
|        | Polígon industrial El Regàs         | Gavà     | polígon industrial |         | 41° 17′ 57″ N, 2° 00′ 59″ E / 41.2992134228592°N,2.01638292439717°E |           |                     | Modifica les dades a Wikidata |
|        | Polígon industrial La Marina        | Gavà     | polígon industrial |         | 41° 17′ 38″ N, 2° 00′ 57″ E / 41.2939482500323°N,2.01582902826782°E |           |                     | Modifica les dades a Wikidata |
|        | Polígon industrial La Post          | Gavà     | polígon industrial |         | 41° 18′ 03″ N, 2° 00′ 40″ E / 41.3008884201341°N,2.01107822243374°E |           |                     | Modifica les dades a Wikidata |
|        | Polígon industrial Les Massotes     | Gavà     | polígon industrial |         | 41° 17′ 54″ N, 2° 00′ 37″ E / 41.2982503321865°N,2.01016254246065°E |           |                     | Modifica les dades a Wikidata |
|        | Polígon industrial Les Parets       | Gavà     | polígon industrial |         | 41° 17′ 43″ N, 2° 00′ 33″ E / 41.2953330373796°N,2.00925115941177°E |           |                     | Modifica les dades a Wikidata |
|        | Polígon industrial Pla del Carat    | Gavà     | polígon industrial |         | 41° 17′ 21″ N, 1° 59′ 21″ E / 41.2890423327507°N,1.98917549807642°E |           |                     | Modifica les dades a Wikidata |

## serra
| imatge | Nom                   | Ubicat a                       | instància de | Detalls | coordenades                                                         | Protecció | Commons (més fotos) | Dades a WD                    |
| ------ | --------------------- | ------------------------------ | ------------ | ------- | ------------------------------------------------------------------- | --------- | ------------------- | ----------------------------- |
|        | serra de Can Perers   | Gavà                           | serra        |         | 41° 17′ 55″ N, 1° 56′ 33″ E / 41.2985°N,1.94242°E 449.9 msnm        |           |                     | Modifica les dades a Wikidata |
|        | serra de Roca Galena  | Gavà Sant Climent de Llobregat | serra        |         | 41° 19′ 23″ N, 1° 57′ 53″ E / 41.32319444°N,1.96486111°E 297.4 msnm |           |                     | Modifica les dades a Wikidata |
|        | serra de les Ferreres | Gavà                           | serra        |         | 41° 18′ 41″ N, 1° 58′ 39″ E / 41.3113°N,1.97742°E 201.8 msnm        |           |                     | Modifica les dades a Wikidata |

## zona humida
| imatge | Nom                                | Ubicat a        | instància de | Detalls             | coordenades | Protecció | Commons (més fotos)                | Dades a WD                    |
| ------ | ---------------------------------- | --------------- | ------------ | ------------------- | --- | --------- | ---------------------------------- | ----------------------------- |
|        | estany de la Murtra                | Gavà Viladecans | zona humida  | Superfície: 22.35ha | 41° 16′ 45″ N, 2° 02′ 23″ E / 41.2793°N,2.03982°E |           | Estany de la Murtra                | Modifica les dades a Wikidata |
|        | jonqueres de la rerapineda de Gavà | Gavà            | zona humida  | Superfície: 32ha    | 41° 16′ 25″ N, 2° 01′ 37″ E / 41.2736°N,2.027°E 41° 16′ 26″ N, 2° 00′ 04″ E / 41.274°N,2.0011°E 41° 16′ 22″ N, 2° 00′ 27″ E / 41.2728°N,2.0074°E 41° 16′ 24″ N, 2° 00′ 51″ E / 41.2732°N,2.0142°E 1 msnm |           | Jonqueres de la rerapineda de Gavà | Modifica les dades a Wikidata |

## Misc
| imatge | Nom                                             | Ubicat a | instància de                                                                   | Detalls                                                          | coordenades                                                                                                  | Protecció                                            | Commons (més fotos)                  | Dades a WD                    |
| ------ | ----------------------------------------------- | --- | ------------------------------------------------------------------------------ | ---------------------------------------------------------------- | --- | ---------------------------------------------------- | ------------------------------------ | ----------------------------- |
|        | Abocador del Garraf                             | Begues Gavà | abocador                                                                       |                                                                  | 41° 17′ 43″ N, 1° 56′ 43″ E / 41.29529°N,1.94521°E                                                           |                                                      | Abocador del Garraf                  | Modifica les dades a Wikidata |
|        | Antiga Casa de la Vila (Centre d'Història)      | Gavà | edifici administratiu                                                          | Estil: noucentisme                                               | 41° 18′ 20″ N, 2° 00′ 19″ E / 41.30547332763672°N,2.0052950382232666°E ca:Carrer Salvador Lluch              |                                                      |                                      | Modifica les dades a Wikidata |
|        | Castell d'Eramprunyà                            | Gavà | ruïnes de castell                                                              | Estil: arquitectura romànica                                     | 41° 18′ 50″ N, 1° 57′ 26″ E / 41.314°N,1.95711°E ca:Camí que surt de Bruguers. Carretera de Begues 438 msnm  | bé d'interès cultural bé cultural d'interès nacional | Castell d'Eramprunyà                 | Modifica les dades a Wikidata |
|        | Ciutat de repòs i vacances                      | Castelldefels Viladecans Gavà                                                                                               | projecte urbanístic                                                            | 1931                                                             | |                                                      |                                      | Modifica les dades a Wikidata |
|        | Ermita de la Mare de Déu de la Salut            | Gavà | ermita                                                                         |                                                                  | | bé integrant del patrimoni cultural català           |                                      | Modifica les dades a Wikidata |
|        | Espai Maragall                                  | Gavà | teatre                                                                         |                                                                  | 41° 18′ 18″ N, 1° 59′ 58″ E / 41.304989°N,1.999511°E                                                         |                                                      |                                      | Modifica les dades a Wikidata |
|        | Estació de Gavà                                 | Gavà | estació de ferrocarril                                                         | Estil: arquitectura eclèctica                                    | 41° 18′ 12″ N, 2° 00′ 38″ E / 41.303358333333°N,2.0104722222222°E                                            | bé integrant del patrimoni cultural català           | Gavà train station                   | Modifica les dades a Wikidata |
|        | Gavà                                            | Gavà | entitat singular de població capital municipal ens local històric de Catalunya | 47961 hab                                                        | 41° 18′ 22″ N, 2° 00′ 04″ E / 41.30605°N,2.00123°E 10 msnm                                                   |                                                      |                                      | Modifica les dades a Wikidata |
|        | Granja Sant Llorenç                             | Gavà | granja                                                                         |                                                                  | 41° 18′ 50″ N, 1° 59′ 06″ E / 41.3140011263974°N,1.98494304928399°E                                          |                                                      |                                      | Modifica les dades a Wikidata |
|        | Jardí Botànic del Museu de Gavà                 | Gavà | jardí botànic                                                                  | 1978                                                             | 41° 18′ 26″ N, 2° 00′ 14″ E / 41.3072°N,2.00389°E                                                            |                                                      |                                      | Modifica les dades a Wikidata |
|        | Parc de Garraf                                  | Avinyonet del Penedès Begues Castelldefels Gavà Olesa de Bonesvalls Olivella Sant Pere de Ribes Sitges Vilanova i la Geltrú | parc natural àrea protegida Pla d'Espais d'Interès Natural                     | 1988 1992 Superfície: 12377 14820.37671ha                        | 41° 17′ 29″ N, 1° 52′ 30″ E / 41.2914°N,1.87502°E                                                            |                                                      | Parc del Garraf                      | Modifica les dades a Wikidata |
|        | Pedrera del Corral d'en Bruac                   | Gavà | pedrera                                                                        |                                                                  | 41° 17′ 04″ N, 1° 56′ 39″ E / 41.2845767268878°N,1.94426024291922°E                                          |                                                      |                                      | Modifica les dades a Wikidata |
|        | Pont dels Canyars                               | Gavà | pont                                                                           |                                                                  | 41° 17′ 34″ N, 1° 59′ 45″ E / 41.2927481373375°N,1.99577062378302°E                                          |                                                      |                                      | Modifica les dades a Wikidata |
|        | Rectoria                                        | Gavà | rectoria                                                                       | Estil: arquitectura popular                                      | 41° 18′ 14″ N, 2° 00′ 11″ E / 41.303823°N,2.00317°E ca:Raval de Molins, 36                                   | bé integrant del patrimoni cultural català           | Rectoria de Gavà                     | Modifica les dades a Wikidata |
|        | Refugi Antiaeri de la Rambla de Gavà            | Gavà | refugi antiaeri                                                                | Llarg: 124m                                                      | 41° 18′ 11″ N, 2° 00′ 36″ E / 41.30308882648409°N,2.01011442483428°E ca:Rambla de Salvador Lluch / Salamanca |                                                      | Refugi Antiaeri de la Rambla de Gavà | Modifica les dades a Wikidata |
|        | Roca Foradada (Bruguers, Gavà)                  | Bruguers Gavà | arc natural formació rocosa                                                    |                                                                  | 41° 18′ 49″ N, 1° 57′ 38″ E / 41.31368333333333°N,1.960636111111111°E                                        |                                                      |                                      | Modifica les dades a Wikidata |
|        | Torre Gavà                                      | Gavà | vèrtex geodèsic                                                                |                                                                  | 41° 16′ 08″ N, 2° 00′ 41″ E / 41.268942°N,2.011254°E 39.107 msnm                                             |                                                      |                                      | Modifica les dades a Wikidata |
|        | Torre de l'American Lake                        | Gavà | torre                                                                          | Estil: arquitectura eclèctica                                    | 41° 18′ 07″ N, 2° 00′ 19″ E / 41.301943°N,2.005168°E ca:Passatge American Lake                               | bé cultural d'interès local                          | Torre de l'American Lake             | Modifica les dades a Wikidata |
|        | casa consistorial de Gavà                       | Gavà | casa consistorial                                                              |                                                                  | 41° 18′ 14″ N, 1° 59′ 56″ E / 41.3040114°N,1.9987712°E                                                       |                                                      | Town hall of Gavà                    | Modifica les dades a Wikidata |
|        | creu de terme de Bruguers                       | Gavà | creu de terme                                                                  |                                                                  | 41° 18′ 52″ N, 1° 57′ 40″ E / 41.3144°N,1.96111°E 245 msnm                                                   |                                                      | Creu de terme de Bruguers            | Modifica les dades a Wikidata |
|        | mar Mediterrània                                | | mar interior mar mediterrani conca hidrogràfica                                | Superfície: 2500000km² Profunditat: 5267 1541m Volum: 3839000km³ | 38° N, 17° E / 38°N,17°E 0 msnm                                                                              |                                                      | Mediterranean Sea                    | Modifica les dades a Wikidata |
|        | xemeneia de la pista d'atletisme de les Bòbiles | Gavà | xemeneia de fàbrica                                                            | Estil: arquitectura popular                                      | 41° 18′ 16″ N, 1° 59′ 44″ E / 41.304323°N,1.995657°E                                                         | bé cultural d'interès local                          | Xemeneia de les Bòbiles              | Modifica les dades a Wikidata |